# 仁壽下里
仁壽下里，是台灣南部自清治時期至日治初期的一個行政區劃，拆分自仁壽里，其範圍包括今高雄市的岡山區中部、橋頭區大部分地區及楠梓區西部。
仁壽下里西邊為仁壽上里，西北邊為維新里，北邊為嘉祥外里，東邊為觀音上里、觀音中里，南邊為半屏里、興隆外里。

## 管轄街庄
仁壽下里共轄12個庄：
- 今岡山區境內：臺上庄、後紅庄、大藔庄
- 今橋頭區境內：林仔頭庄、橋仔頭庄、仕隆庄、九甲圍庄、頂鹽田庄、五里林庄、白樹仔庄
- 今楠梓區境內：下鹽田庄、援中港庄